# Андрушівська астрономічна обсерваторія
Андруші́вська астрономі́чна обсервато́рія «Липне́вий ра́нок» — приватна астрономічна обсерваторія в Україні. Розташована в селі Гальчин, що поблизу міста Андрушівка (Житомирська область). 

## Історія
Обсерваторія побудована Юрієм Іващенком, дитинство котрого пройшло в Андрушівці. 
Почала будуватись 1998 року. Була домовленість з АН України про використання 8-метрового цейсівського куполу (оптика фірми Zeiss). Він уже близько 10 років лежав у розібраному стані (маса шість тонн) у Головній астрономічній обсерваторії НАН України. Через розпад СРСР Академія не мала коштів на реалізацію попередніх планів на його встановлення. 
Телескоп був наданий Міжнародним центром астрономічних та медико-екологічних досліджень (цей центр є складовою частиною Національної АН України) й переправлений з піку Терскол (Росія) як майно України. Багато часу й зусиль пішло на монтаж та налагодження обладнання. 
12 квітня 2001 року, коли людство відзначало 40-річчя першого польоту в космос, Андрушівська обсерваторія розпочала свою наукову роботу.
Під час відкриття обсерваторію відвідала делегація учених-астрономів, серед яких були Ярослав Яцків, Клим Чурюмов, Василь Івченко, Віталій Кислюк, Ростислав Кондратюк, директор Житомирського музею космонавтики ім. С. П. Корольова Ольга Копил. 
Українська астрономічна асоціація визнала Андрушівську обсерваторію як таку, що почала діяти, i прийняла її до своїх лав колективним членом. 
Обсерваторія має поетичну назву «Липневий ранок» («July Morning»).

## Перші успіхи
Спершу в обсерваторії постійно працювали п'ять ентузіастів. У ніч з 18 на 19 вересня 2003 року під час спостереження за транснептуновим об'єктом вони побачили потік астероїдів. Сім з них раніше не були відомі науці, про що андрушівські астрономи негайно повідомили у Міжнародний центр малих планет, що розташований у Гарварді. Звідти прийшла відповідь, що 5 об'єктів вже зафіксували американці, проте два зарахували Андрушівці. 
Малій планеті Сонячної системи під номером 117240 Міжнародна астрономічна спілка у 2006 році присвоїла ім'я українського обласного центру — Житомир. 
У 2005–2012 роках Андрушівська обсерваторія входила до 20 найплідніших обсерваторій світу за спостереженнями малих планет.

## Обсерваторія та обладнання
- 8-метровий купол та касегренівський рефлектор з діаметром головного дзеркала 60 см. Zeiss-600, головний павільйон
- Телескоп-рефлектор з діаметром головного дзеркала 60 см S-600 для спостережень за об'єктами техногенного походження та космічним сміттям (з 2009 р.), південна вежа павільйону «Східне око»
- Телескоп-рефлектор з діаметром головного дзеркала 12 см для аматорських спостережень, північна вежа павільйону «Східне око»
- CCD-Камери S1C-017 (Електрон-Оптроник, Санкт-Петербург), PL0900 та PL16803 (FLI, США).

## Астрономічні відкриття
Серед інших в Андрушівській обсерваторії було відкрито два астероїди групи Амура — 2007 QA2, 2008 KB12.

### Астероїди, відкриті в ААО, що отримали номери
Станом на 12 червня 2025 року 171 астероїд, відкритих у Андрушівській астрономічній обсерваторії, отримали номери:
- 117240 Житомир
- 120405 Святилівка
- 133293 Андрушівка
- (152217) 2005 RR22
- 155116 Верхівня
- 157271 Гуртовенко
- 159011 Радомишль
- 159181 Бердичів
- 161962 Гальчин
- 175636 Звягель
- 177982 Попільня
- 181249 Ткаченко
- 185250 Коростишів
- 190026 Іскоростень
- 199986 Червоне
- 202778 Дмитрія
- 207585 Любар
- 207653 Анатоліймокренко
- 207695 Ольгакопил
- 207899 Грінмалія
- 212465 Горошки
- 212723 Кличко
- 214487 Баранівка
- 216451 Ірша
- 216910 Внуков
- 217420 Олевськ
- 220418 Головино
- 221073 Овруч
- 226858 Іванпулюй
- 227326 Народичі
- 235615 Росромкондратюк
- 239307 Кручиненко
- 240381 Ємільчине
- 241192 Пулини
- 241538 Чуднів
- 243204 Кубаньхорія
- 245890 Криниченька
- 246132 Лугини
- 246164 Здвиженськ
- 251001 Случ
- 251018 Любірена
- 251449 Олексакороль
- 253536 Тимченко
- 261291 Фучеккіо
- 262418 Самофалов
- (263349) 2008 CN117
- (266574) 2008 HK3
- 269245 Катастіні
- 269251 Коломна
- 269252 Богданступка
- 274300 ЮНЕСКО
- 274301 Вікіпедія
- 274333 Вознюкігор
- 274334 Київпланій
- 274843 Михайлопетренко
- 275225 Котарбінський
- 278386 Софіванна
- 278609 Авруденко
- 278645 Концевич
- 281459 Кириленко
- (284754) 2008 VD13
- 287875 Павлокорсун
- 290127 Лінакостенко
- 291855 Калаброкоррадо
- 291923 Кузьмаскрябін
- 293707 Говорадлоанатолій
- 294814 Наталякідалова
- (295329) 2008 HG2
- 295492 Адріанпрахов
- 295841 Горбулін
- (295842) 2008 VN14
- 296987 Пйотрфлін
- 300932 Кислюк
- 302932 Франкобаллоні
- (311784) 2006 UT61
- (311786) 2006 UW62
- 315276 Юрійградовський
- (315492) 2008 AV
- 316084 Миколапокропивний
- 318794 Углія
- 325368 Ігоргук
- (325372) 2008 RS22
- (328509) 2009 QC10
- (329637) 2003 SV126
- (330753) 2008 ST148
- 332084 Васякульбеда
- (332409) 2007 NH2
- (332434) 2007 UZ4
- (335416) 2005 UR12
- (336094) 2008 HN3
- (336470) 2008 VQ14
- (341109) 2007 LQ
- (342666) 2008 VC13
- (345848) 2007 OX2
- 348239 Соч'єтаданте
- (352167) 2007 RN39
- (352654) 2008 QJ24
- (354252) 2002 PN193
- (355683) 2008 FE7
- (361329) 2006 UU61
- (361674) 2007 UB5
- (369274) 2009 QD10
- (379350) 2009 WG132
- (379355) 2009 WJ159
- (380590) 2004 RP288
- (384074) 2008 VM14
- (386102) 2007 RL39
- (386167) 2007 UL3
- (388057) 2005 TS49
- (388952) 2008 TZ26
- (391834) 2008 SW148
- (394805) 2008 RY77
- (398474) 2011 UK127
- 399673 Каденюк
- (402964) 2007 UP3
- (417571) 2006 UX214
- (417883) 2007 QR3
- (418691) 2008 UR6
- (424648) 2008 PH18
- (432232) 2009 HQ58
- (436049) 2009 QE30
- (436371) 2010 NJ3
- (438570) 2007 UM3
- 440794 Витжищак
- (456963) 2008 AN87
- (485152) 2010 PQ65
- (490218) 2008 VS13
- (541298) 2011 FL14
- 542509 Лятошинський
- 545565 Бористен
- 545571 Карлобаччигалупі
- 546186 Васильівченко
- 548715 Стус
- (549379) 2011 HK
- 552746 Аннанобілі
- (553728) 2011 UQ347
- 554709 Магдаставінскі
- (572434) 2008 JF20
- (572657) 2008 SL161
- (572986) 2008 VW14
- (574524) 2010 RS131
- (575185) 2011 LP18
- (575274) 2011 QO45
- (575279) 2011 QG52
- (591127) 2013 CY181
- (599461) 2010 FA138
- (602555) 2014 MD26
- (602984) 2014 UJ121
- (603602) 2015 FA115
- (608853) 2004 EN33
- (632542) 2008 QE25
- (634421) 2011 RP27
- (638747) 2016 DD12
- (645348) 2007 RP39
- (657303) 2016 PL9
- (663645) 2007 TT193
- (675607) 2015 XU358
- (696485) 2016 NR3
- (704653) 2008 ST88
- (707752) 2011 QH67
- (707754) 2011 QG69
- (721469) 2003 UY29
- (725863) 2009 HQ12
- (726404) 2009 WD245
- (729810) 2011 RL1
- (734090) 2003 UW117
- (735662) 2015 KL101
- (738268) 2016 NU29
- (742346) 2007 RB302
- (775923) 2007 QG3
- (777913) 2009 SH170

Авторство більшості цих відкриттів (127 станом на 12 червня 2025 року) вважається колективним і вказане як «Андрушівка» (Andrushivka). За абсолютним рейтингом відкривачів малих планет за кількістю відкриттів андрушівський колектив посідає 114-е місце у світі.
Відкривачами решти 44 астероїдів у різних комбінаціях є Олег Геращенко, Юрій Іващенко, Георгій Ковальчук, Володимир Локоть, Петро Остафійчук, а також Дмитро і Петро Кириленки. З урахуванням цих 44 астероїдів обсерваторія посідатиме 95-е місце у світі.

## Галерея

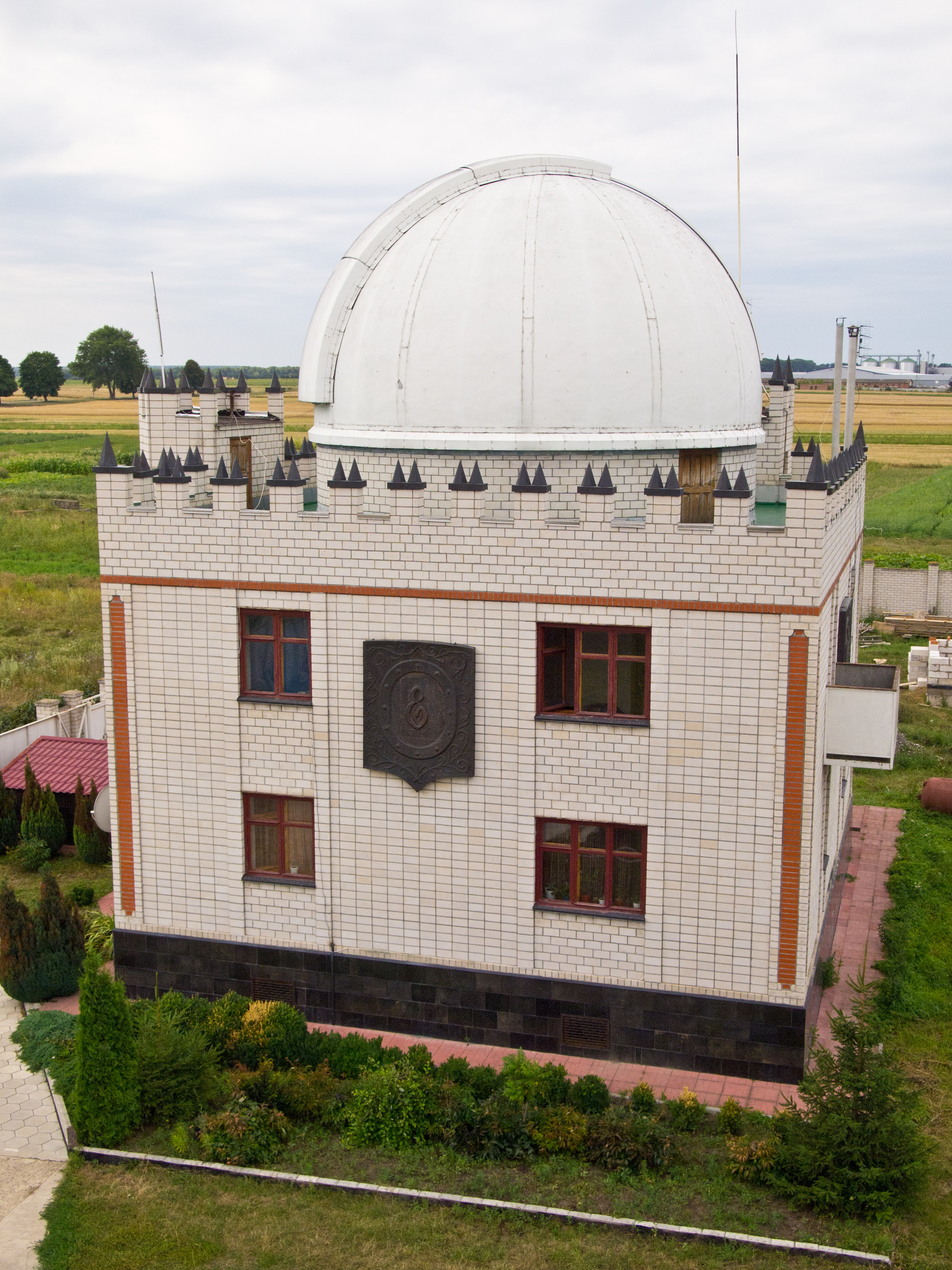
Перший павільйон
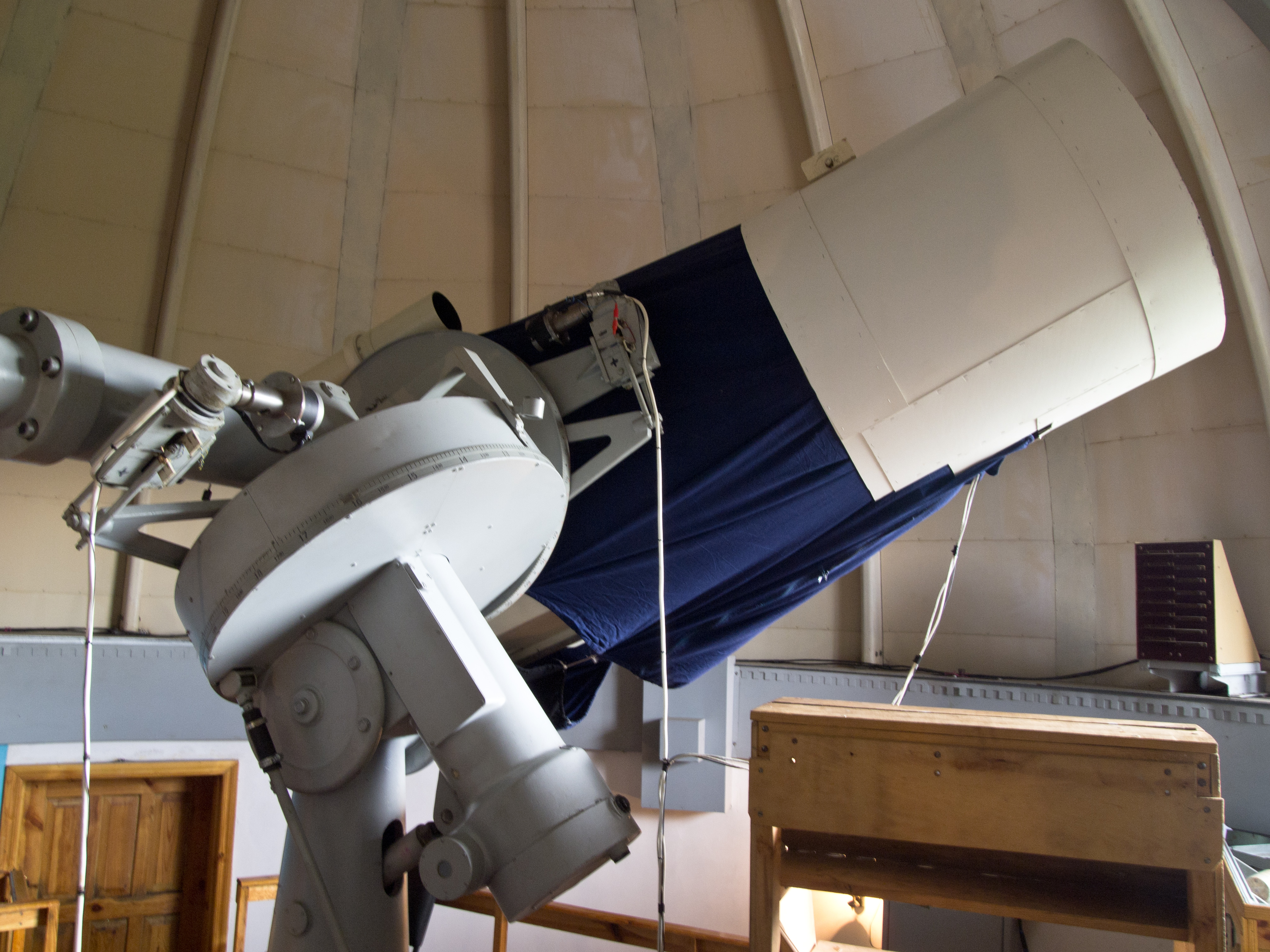
Телескоп Zeiss-600
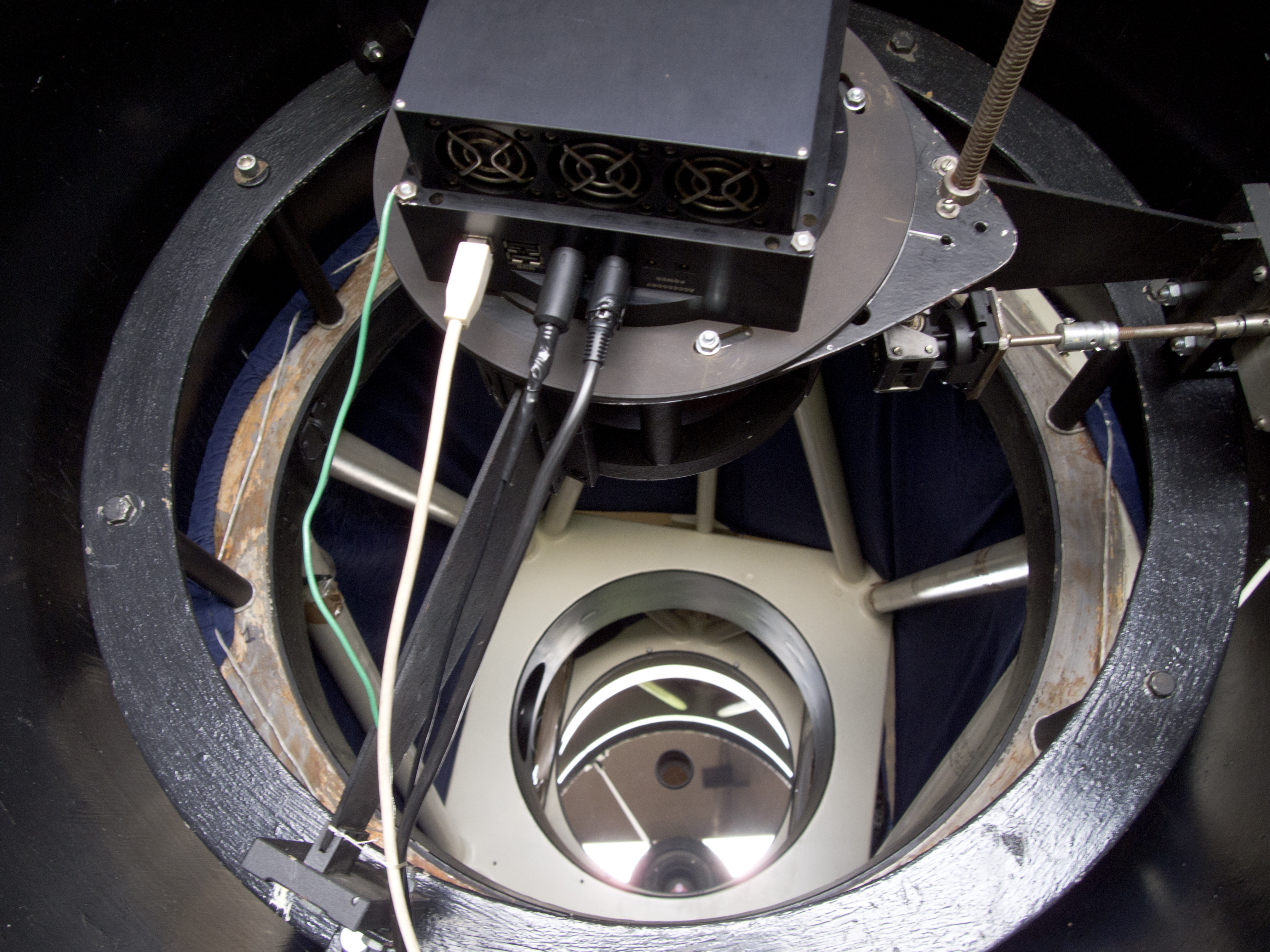
Zeiss-600: камера та дзеркало
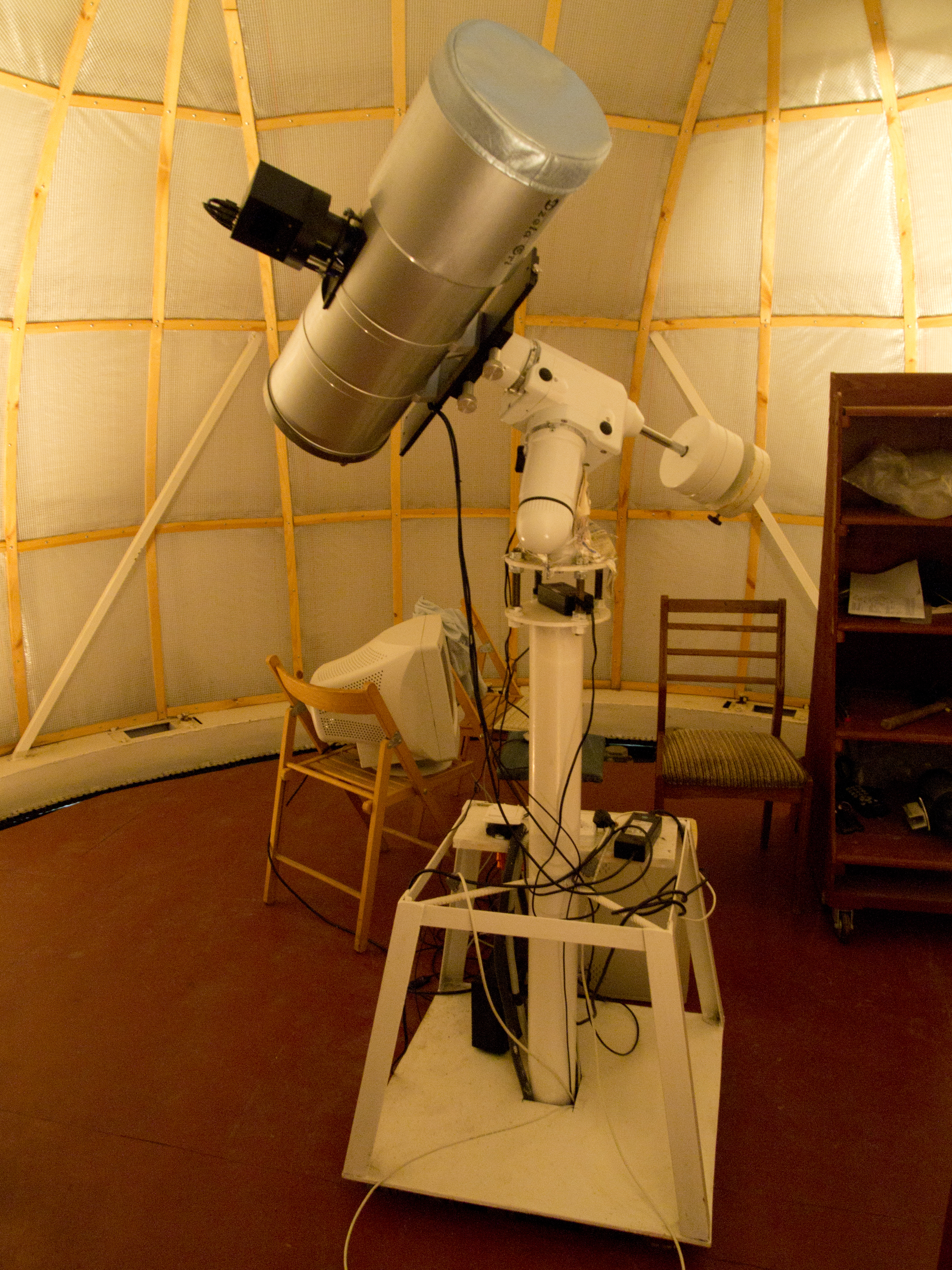
12-сантиметровий телескоп-рефрактор
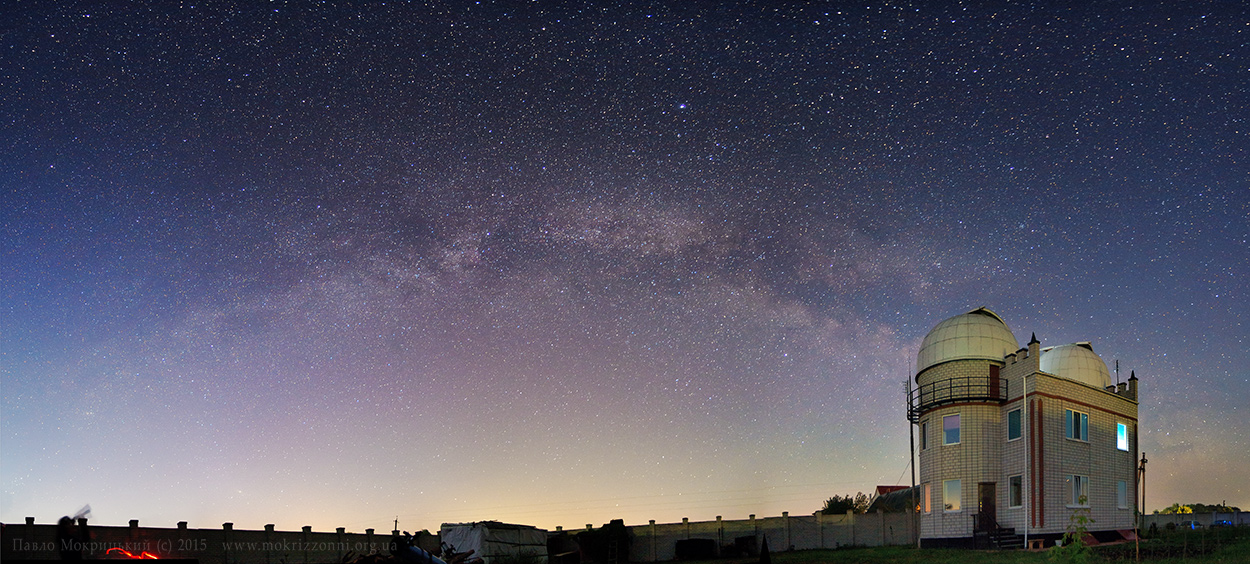
Нічне небо над обсерваторією

## Дивіться також
- Лозівська шкільна астрономічна обсерваторія